# 圣萨蒂南迪布瓦
圣萨蒂南迪布瓦（法語：Saint-Saturnin-du-Bois，法語發音：[sɛ̃ satyʁnɛ̃ dy bwa]）是法国滨海夏朗德省的一个市镇，位于该省北部，属于罗什福尔区。

## 地理
圣萨蒂南迪布瓦（46°8'25"N, 0°40'16"W）面积25.21 平方千米，位于法国新阿基坦大区滨海夏朗德省，该省份为法国西部滨海省份，北起旺代省，西临大西洋，南至吉倫特省，东南接多爾多涅省，东北接德塞夫勒省接壤，东临夏朗德省。
与圣萨蒂南迪布瓦接壤的市镇（或旧市镇、城区）包括：马尔赛、圣乔治迪布瓦、圣马尔、圣皮耶尔达米利、叙热尔、米尼翁河畔莫泽、瓦勒迪米尼翁。

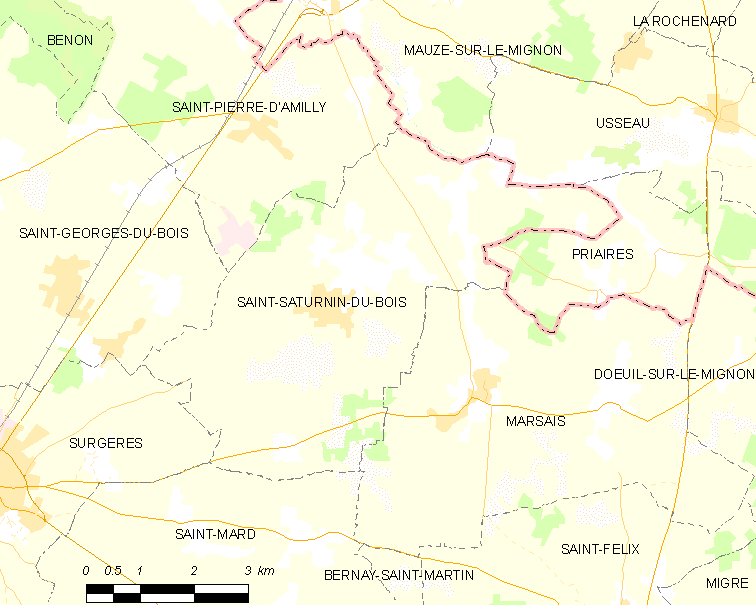
圣萨蒂南迪布瓦的OSM定位图

圣萨蒂南迪布瓦的时区为UTC+01:00、UTC+02:00（夏令时）。

## 行政
圣萨蒂南迪布瓦的邮政编码为17700，INSEE市镇编码为17394。

## 政治
圣萨蒂南迪布瓦所属的省级选区为叙热尔县。

## 人口

1962-2008年间圣萨蒂南迪布瓦人口变化图示

圣萨蒂南迪布瓦于2022年1月1日时的人口数量为910人。